# گیتساید، فایف
گیتساید (به انگلیسی: Gateside) یک روستا در بریتانیا است که در فایف واقع شده‌است.